# Una vergine per il principe
Una vergine per il principe è un film del 1965, diretto da Pasquale Festa Campanile. Il soggetto è tratto da una celebre vicenda, realmente accaduta alla corte mantovana dei Gonzaga, nel XVI secolo.

## Trama
Il giovane principe Vincenzo Gonzaga ripudia la prima moglie Margherita Farnese, ottenendo l'annullamento dell'unione e, contemporaneamente, sollevando forti dubbi sulla propria virilità. Fortemente pressato dal padre a maritarsi nuovamente, allo scopo di rimpinguare le esauste casse dello stato con un matrimonio di alto lignaggio, Vincenzo indica Eleonora de' Medici come futura sposa. La potente famiglia di Eleonora, preoccupata dalle voci circa la presunta impotenza del principe, pretende una dimostrazione preventiva di virilità, da eseguire con una ragazza illibata e al cospetto di testimoni. All'uopo viene scelta la giovane popolana Giulia Albizzi che, per la sua prestazione, verrà poi ricompensata con un marito e una dote.

## Luoghi del film
Gli interni furono girati negli studi della Scalera Film di Roma, compresa la discesa nella vasca della Lisi. Il viaggio in carrozza della Lisi e Paola Borboni fu girato a Poli nei pressi di Roma. La scena fra Margherita Farnese e Vincenzo Gonzaga, a Villa Lante a Bagnaia. Altre scene furono girate a Urbino, Poppi, nella Villa medicea della Ferdinanda detta "dei cento camini" di Carmignano, e a Palazzo Vecchio a Firenze.

## Accoglienza
Nonostante la critica lo abbia stroncato in maniera abbastanza generalizzata, il film ha ottenuto comunque un grande successo di pubblico, con incassi cospicui.